# 乌韦阿 (新喀里多尼亚)
乌韦阿（法語：Ouvéa，發音：[uvea]）是法国海外特殊集体新喀里多尼亞洛亚蒂群岛省的市镇，领土涵盖同名海岛，面积132.1平方千米，2019年1月1日人口为3,401人。

## 地理
乌韦阿（20°27'S, 166°36'E）面积132.1平方千米，位于法国海外特殊集体新喀里多尼亞。
由于乌韦阿领土为海洋中的一岛屿（外加几座小岛），故不与任何市镇接壤。
乌韦阿的时区为UTC+11:00。

## 行政
乌韦阿的邮政编码为98814，INSEE市镇编码为98820。

## 政治
乌韦阿的现任市长为莫里斯·蒂莱瓦（Maurice Tillewa）先生，任期为2020-2026年。

## 人口
乌韦阿于2019年1月1日时的人口数量为3401人。